# Myoxomorpha alvarengorum
Myoxomorpha alvarengorum là một loài bọ cánh cứng trong họ Cerambycidae.